# 아이아

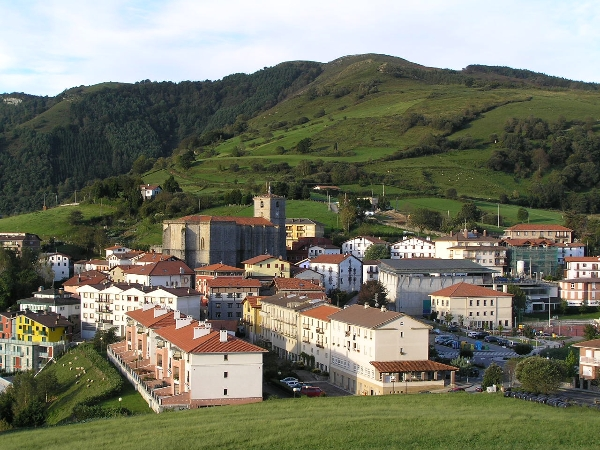

아이아(바스크어: Aia, 스페인어: Aya 아야[*])는 스페인 바스크 지방 기푸스코아주의 도시이다.